# Ikue Ōtani
Ikue Ōtani (大谷 育江 Ōtani Ikue, nascida 18 de Agosto de 1965, em Tóquio), é uma atriz, dubladora seiyū e narradora japonesa que trabalha para a Mausu Promotion. Ela é mais conhecida pro seu trabalho como Pikachu, da franquia Pokémon e Tony Tony Chopper, do anime One Piece.  Ela é conhecida por desempenhar papéis masculinos e femininos, e às vezes desempenha vários papéis diferentes em um anime ou videogame. Ela é natural de Tóquio, mas cresceu na Prefeitura de Niigata.

## Dublagem

### Animes
- Ashita no Nadja (Rita Rossi)
- Astro Boy (Nina)
- Bakusō Kyōdai Let's & Go!! (Jiromaru Takaba)
- Banner of the Stars (Seelnay)
- Detective Conan (Mitsuhiko Tsuburaya)
- DNA² (Mashi)
- Flint the Time Detective (Obiru)
- Gulliver Boy (Edison)
- Hamtaro (Oshare-chan)
- Harukanaru Toki no Naka de (Fujihime)
- Hime-chan's Ribbon (Himeko Nonohara, Erika)
- Hunter X Hunter (Cheadle Yorkshire)
- InuYasha (Koryu)
- Juuni Senshi Bakuretsu Eto Ranger (Usaki, Butashichi)
- Kannazuki no Miko (Miyako, Saotome Makoto)
- Konjiki no Gash Bell!! (Gash Bell (episodes 1-141))
- Kujibiki Unbalance (Renko Kamishakujii)
- Martian Successor Nadesico (Yukina Shiratori)
- Monster (Eruza)
- Moonlight Mask (Yamamoto Naoto (2nd season))
- My Neighbors the Yamadas (Nonoko Yamada)
- Naruto (Konohamaru)
- Nightwalker (Guni)
- Oh My Goddess! (Sora Hasegawa)
- Ojamajo Doremi series (Hana-chan, Majo Monroe)
- One Piece (Tony Tony Chopper, Sanji (criança))
- Pokémon series (Pikachu, Corsola, Mime Jr.,Glameow)
- PoPoLoCrois (Papuu)
- Sailor Moon: Sailor Stars (Saior Tin Nyanko / Suzu Nyanko)
- Sailor Moon S (U-Chouten)
- Shadow Skill (Kyuo)
- Slayers (Kira)
- Smile Pretty Cure(Candy
- Super Doll Licca-chan (Katrina)
- ToHeart (Rio Hinayama)
- Tokyo Underground (Ciel Messiah)
- The Vision of Escaflowne (Merle)
- YuYu Hakusho (Masaru, Natsumiko)
- Zatch Bell! (Zatch Bell)

### OVA
- Cool Devices (Kana)
- Gate Keepers 21 (Ayane Isuzu)
- Legend of the Galactic Heroes (Margaret Fuon Herukusuhaima)
- Nurse Witch Komugi (Koyori Kokubunji, Maya)
- Oh My Goddess! (Sora Hasegawa)
- Ojamajo Doremi series (Hana-chan, Majo Monroe)
- Twin Signal (All 3 volumes) (Signal)
- Variable Geo (Manami Kusunoki)

### Teatro
- Detective Conan movies (Mitsuhiko Tsuburaya)
- Konjiki no Gash Bell!!: 101 Banme no Mamono (Gash Bell)
- Konjiki no Gash Bell!!: Attack of the Mechavulcan (Gash Bell)
- My Neighbor Totoro (Girl)
- Oh My Goddess! (Sora Hasegawa)
- Ojamajo Doremi series (Hana-chan)
- One Piece movies (with the exception of the 7th) (Tony Tony Chopper)
- Pokémon movies (Pikachu)
- The Prince of Darkness (Yukina Shiratori)
- Cinnamoroll: The Movie (Cinnamoroll)

### Videogames
- Brave Fencer Musashi (Topo, Jam)
- Corpse Party (Sachiko Shinozaki)
- Dororo (Dororo)
- Guardian Heroes (Nicole Neil)
- Gulliver Boy (Edison)
- Gunparade March (Isizu)
- Kingdom Hearts II (Vivi Orunitia)
- Konjiki no Gash Bell!! series (Gash Bell)
- Martian Successor Nadesico (Yukina)
- Marvel vs. Capcom (Hoover/Baby Head)
- Naruto series (Konohamaru Sarutobi)
- Rockman DASH (Mega Man Legends) series (Data, Bon Bonne)
- Ojamajo Doremi series (Hana-chan)
- One Piece series (Tony Tony Chopper)
- Pokémon series (Pikachu)
- Shenmue II (Fangmei)
- Super Smash Bros. series (Pikachu)
- Tales of the Abyss (Ion, Synch, Florian)
- ToHeart (Rio Hinayama)
- Tokimeki Memorial Girl's Side (Mizuki Sudou)
- Wild Arms Alter Code: F (Jane Maxwell)
- Persona 5 (Morgana)

### CD
- Ouran High School Host Club (Mitsukuni Haninozuka)
- Elemental Gelade (Cisqua)

### Outros
- Alvin and the Chipmunks (Eleanor Miller)
- Animaniacs (Dot Warner)
- ER (Wendy Goldman)
- Full House (Stephanie Tanner)
- My Little Pony: Friendship Is Magic(Apple Bloom)
- The Little Engine That Could (Grumpella)
- The Land Before Time series (Chomper)
- Pucca (Pucca)
- El Resplandor (Danny Torrance)
- Stuart Little (George Little)
- Waterworld (Enola)